# Drapeau du Vietnam
Le drapeau du Vietnam est le drapeau civil, le drapeau d'État, le pavillon marchand et le pavillon d'État de la république socialiste du Vietnam. Il est rouge portant une étoile jaune à cinq branches. Il sert de drapeau au régime communiste.

## République démocratique du Vietnam(Nord-Viêtnam) (1945-1976)

Drapeau de la république démocratique du Vietnam, également utilisé comme drapeau du Việt Minh (1945-1955)
Drapeau de la république démocratique du Vietnam (1955-1976)

### Signification
L'étoile représente l'unité du Vietnam, les branches de l'étoile étant l'union des ouvriers, des paysans, des soldats, des intellectuels et de la jeunesse travaillant ensemble dans la construction du socialisme, le fond rouge symbolise le sang versé pour l'indépendance.
Le drapeau de la République démocratique de Vietnam marqua sa présence au sein de la révolution d’Août 1945 par les Viet Minh à Hanoï. En septembre 1945, le président Ho Chi Minh signa le décret reconnaissant ce drapeau comme emblème national officiel de la République Démocratique du Viêt Nam. En 1976, après la dissolution du drapeau du gouvernement provisoire du Sud, il est devenu le seul et unique drapeau officiel de la République Socialiste du Vietnam jusqu’à nos jours

## Drapeaux successifs

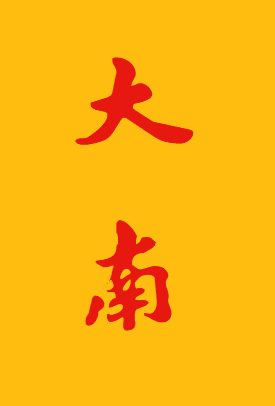
Drapeau de 1885 à 1890
Drapeau de 1890 à 1920
Drapeau de la dynastie Nguyễn de 1920 à 1945
Drapeau de la dynastie Nguyễn à 1945
Drapeau de l'Indochine française

### Signification
Sur les anciens drapeaux, l'or représente la couleur du soleil et les trois bandes rouges : le Tonkin, l'Annam et la Cochinchine.

### Historique
Ce drapeau fut dessiné par l'Empereur Thành Thái en 1890 et fut repris par l'Empereur Bao Daï en 1948.

## Drapeau de l'État du Viêt Nametrépublique du Viêt Nam(1948-1975)

Drapeau du Sud-Viêtnam

### Historique
Ces couleurs, reprises sur le drapeau impérial de 1890, ont été adoptées après les accords de la baie d'Ha Long le 5 juin 1948 entre l'Empereur Bao Daï et le Haut Commissaire de France (appellation désignée par le général De Gaulle pour remplacer le terme de « Gouverneur Général ») Émile Bollaert.
La France reconnaissait alors le Vietnam comme un pays indépendant et unifié (les « trois kỳ ») au sein de l'Union Française.
Après les accords du 26 juillet 1954 à Genève, le territoire vietnamien est scindé en deux au niveau du 17e parallèle. La république du Vietnam (RVN), sous la présidence de Ngo Dinh Diem, conserva le « drapeau jaune ». Son utilisation officielle cessa lors de la reddition de Saïgon le 30 avril 1975.
Depuis 1975, ce drapeau est celui de l'opposition des Vietnamiens expatriés (au nombre total d'environ 3 millions) auxquels s'associent souvent d'anciens militaires français et américains.
Des célébrations ont lieu chaque année, particulièrement aux États-Unis, où certains États ont adopté ce drapeau comme symbole officiel de la diaspora vietnamienne expatriée et libre (Heritage and freedom flag). En France, ces couleurs ne sont le plus souvent visibles que lors de commémorations militaires liées à la première guerre d'Indochine (les réfugiés vietnamiens y étant bien moins nombreux qu'aux États-Unis).

## Drapeau duGouvernement révolutionnaire provisoire de la république du Sud Viêt Nam(1969-1976)

Drapeau du Gouvernement révolutionnaire provisoire de la république du Sud Viêt Nam (1969-1976)

### Historique
Repris en 1969 sur les couleurs du FNL (Front national de libération du Sud Viêt Nam, ou « Việt Cộng »), principal générateur du GRP (Gouvernement révolutionnaire provisoire) qui était chargé d'administrer les territoires conquis au sud-Vietnam.
Adopté officiellement pour représenter le Vietnam du Sud « libéré » après le 30 avril 1975, il a été utilisé de mai 1975, lors de l'investiture à Saïgon du GRP, jusqu'à sa dissolution le 2 juillet 1976.

## Sources
- Concernant le drapeau « jaune » : Dr Hoang Co Loân (ancien médecin-chef de la division aéroportée sud-vietnamienne), « Ce drapeau à soixante ans. 1948-2008 », Bulletin de l'A.N.A.I., no 15,‎ octobre 2008